# آندری سیدورنکوف
آندری سیدورنکوف (انگلیسی: Andrei Sidorenkov؛ زادهٔ ۱۲ فوریهٔ ۱۹۸۴) بازیکن فوتبال اهل استونی است.
از باشگاه‌هایی که در آن بازی کرده‌است می‌توان به باشگاه فوتبال سیلامائه کالو، باشگاه فوتبال ناروا ترانس، باشگاه فوتبال گومل، باشگاه فوتبال فلورا تالین، و باشگاه فوتبال نومه کالیو اشاره کرد.
وی همچنین در تیم ملی فوتبال استونی بازی کرده‌است.